# 872-й самоходный артиллерийский полк
872-й самоходный артиллерийский Витебско-Хинганский ордена Александра Невского полк (сокр. 872 сап, в/ч 75234) — тактическое формирование Сухопутных войск Российской Федерации. Находится в составе 127-й мотострелковой дивизии.
Пункт постоянной дислокации Сергеевка (Приморский край).

## История
Ведёт историю от 1-го миномётного полка 39-й армии Рабоче-крестьянской Красной армии (РККА) периода Великой Отечественной войны. Сформированного в 1942 году. Затем в 1943 году полк переименован в 555-й миномётный полк. Войну 555-й миномётный полк прошёл в составе 39-й и 43-й армий РККА.
После войны переформирован в артиллерийский полк. На конец 1980-х гг. 872-й артиллерийский Витебско-Хинганский ордена Александра Невского полк находился в составе 277-й мотострелковой дивизии 5-й общевойсковой армии Дальневосточного военного округа с пунктом постоянной дислокации в селе Барано-Оренбургское Приморского края.